# Lytham
Lytham – osada w Anglii, w hrabstwie Lancashire, w dystrykcie Fylde. Leży 18 km od miasta Preston. W 1921 roku civil parish liczyła 10 835 mieszkańców. Lytham jest wspomniana w Domesday Book (1086) jako Lidun.

## Etymologia
Źródło:

Nazwa miejscowości na przestrzeni wieków:
- 1190 w. – Lithun i Lithum
- 1347 w. – Lethum